# ألفونص دي بولينياك
ألفونص دي بولينياك هو عالم رياضيات فرنسي. في عام 1849، وضع حدسيته المعروفة بحدسية بولينياك.

## حدسية بولينياك
في عامه الأول في المدرسة متعددة التقنيات، صاغ بولينياك حدسيته التي تحمل اسمه، وتنص حدسيته على أن:
لكل عدد صحيح موجب k، يوجد عدد لا نهائي من فجوات الأعداد الأولية بحجم 2k.